# Ringgenberg
Ringgenberg är en ort och kommun vid Brienzsjön i distriktet Interlaken-Oberhasli i kantonen Bern, Schweiz. Kommunen har 2 651 invånare (2023).